# Лаишево
Лаи́шево (тат. Лаеш) — город в Республике Татарстан России. Административный центр Лаишевского района, образует городское поселение город Лаишево.

## География
Город расположен на реке Кама, на возвышенном правом берегу Куйбышевского водохранилища, в 16 км южнее федеральной автодороги Казань-Оренбург. От столицы Татарстана Казани Лаишево отдалено на 55 км.

## История
Селение Лаиш было основано булгарами в конце X — начале XI века.
В писцовых книгах Казанского уезда второй половины XVI в. поселение Лаиш с пустошью Юлдуз относится к Ногайской дороге. Исследователи не имеют достаточных данных, чтобы утверждать, что Лаиш был городом, имевшим крепость, так как на Ногайском перевозе через Каму господствовала крепость Укречь-Култук; наличия этой крепости достаточно, чтобы отнести селение Лаиш к большому феодальному центру сельского типа с большим количеством полоняников[уточнить], которые в Лаишеве так и остались жить после взятия Казани. Также недалеко от современного Лаишево в XII в. располагался булгарский город Кашан.
Лаишев (старорусское название) построен в 1557 году в 56 верстах от Казани на месте булгарского поселения Лаиш вблизи селища Чакма вскоре после покорения Казани как опорный пункт против волновавшихся черемисов. Первоначальное население Лаишева состояло из стрельцов, затинщиков, пушкарей и прочего военного люда; город был сильно укреплён.
Название Лаиш отражает предание о переселении старика Лаиша из Болгара после разорения его Тимуром.
В 1648 году сотня лаишевских казаков на Симбирской черте основала село под названием Лебяжья слобода Лаишевских переведенцев (ныне село Лаишевка Ульяновской области).
В сентябре 1653 года Лаишевскому воеводе Левашеву было приказано из Казани выбрать 100 казаков с женами и с детьми на вечное жильё на Закамскую засечную черту, в новопостроенную крепость Белый Яр.
Лаишев был крупным металлургическим и ремесленным центром. При учреждении Казанского наместничества в 1781 году Лаишев назначен уездным городом Казанской губернии. К 1 января 1895 года здесь считалось 5380 жителей (2754 мужчин и 2626 женщин).
С 1926 г. село Лаишево, с 1950 г. посёлок городского типа.
В 1990 году Лаишево было включено в перечень исторических городов Российской Федерации.
9 сентября 2004 года восстановлен статус города.

## Инфраструктура
За первое десятилетие XXI века прекратили существование крупные сельскохозяйственные предприятия «Сельхозтехника», совхоз «Путь Ленина», заготовительные предприятия «ЗАГОТЗЕРНО», «ЗАГОТКОНТОРА», мелиорационное предприятие «Полив», крахмальный (саговый, макаронный) завод, швейная фабрика, асфальтобетонный завод, кирпичный завод, комбикормовый завод, спиртзавод, строительно-монтажное управление, деревообрабатывающее малое предприятие «Лаиш», РАЙПО.
Прекратили существование профессиональное училище № 113, выпускавшее таких специалистов, как слесарь, повар, кондитер, тракторист-машинист сельскохозяйственного производства.
Основная часть населения города работает в Казани либо на крупных промышленных объектах, расположенных в Лаишевском районе (АО «Казанский МЭЗ», АО «Казанский жировой комбинат», ООО «Лаишевский Птицекомплекс», ООО «Ферекс» и в международном аэропорту «Казань»). Действуют «Лаишевоагрохимсервис», лесхоз, рыбозавод, молочный завод, хлебозавод, предприятия торговли и общественного питания, аптеки, редакция газеты, АЗС. В Лаишево представлены сетевые супермаркеты крупных российских и татарстанских ретейлеров.
Действуют культурные и образовательные учреждения: районный дом культуры, центральная районная библиотека, районный краеведческий музей, центр детского и народного творчества, детско-юношеская спортивная школа, средние образовательные школы № 1 и № 2, № 3, Лаишевский технико-экономический техникум (ЛСХТ), Лаишевская специальная (коррекционная) школа-интернат для слепых и слабовидящих детей, Лаишевский детский дом, спортивный комплекс, бассейн.
21 декабря 2013 года открылся завод по разработке светодиодных светильников «Ферекс».

## Население
| 1856  | 1897  | 1913  | 1939  | 1959  | 1970  | 1979  | 1989  | 2000  | 2001  | 2002  | 2003  |
| ----- | ----- | ----- | ----- | ----- | ----- | ----- | ----- | ----- | ----- | ----- | ----- |
| 3400  | ↗3700 | ↗4600 | ↘4000 | ↗6211 | ↘5539 | ↗6706 | ↗7067 | ↗7800 | ↗7900 | ↘7730 | ↘7700 |
| 2005  | 2006  | 2007  | 2008  | 2009  | 2010  | 2011  | 2012  | 2013  | 2014  | 2015  | 2016  |
| ↗7800 | ↗7861 | ↗7886 | ↗7900 | ↗7904 | ↘7735 | ↗7738 | ↗7805 | ↗7981 | ↗8161 | ↗8228 | ↗8361 |
| 2017  | 2018  | 2019  | 2020  | 2021  |       |       |       |       |       |       |       |
| ↗8518 | ↗8604 | ↗8647 | ↗8773 | ↗9076 |       |       |       |       |       |       |       |

На 1 января 2025 года по численности населения город находился на 942-м месте из 1124 городов Российской Федерации.

## Культура

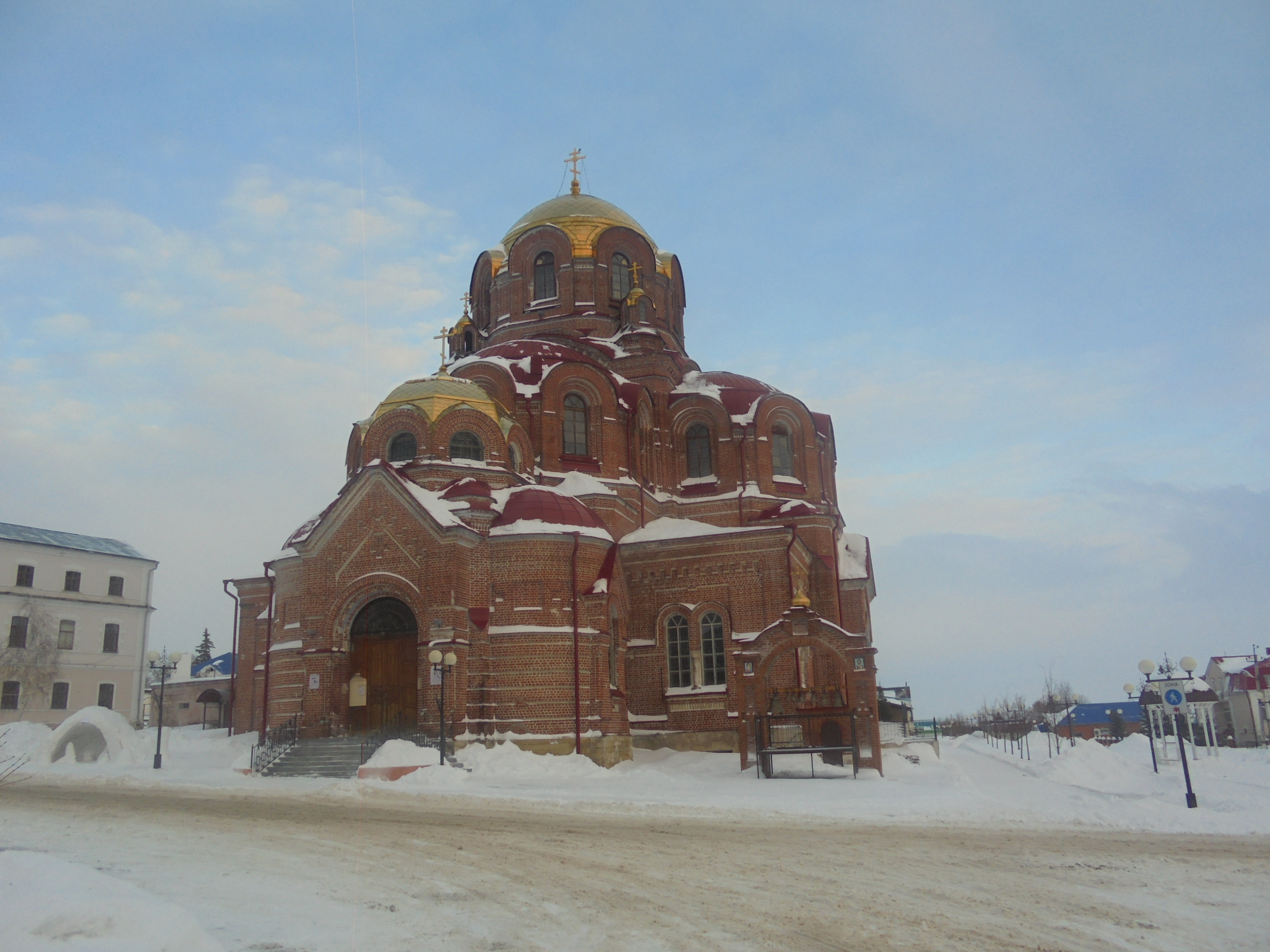
Софийский собор, Лаишево

В Лаишевском районе в с. Русское Никольское в конце весны ежегодно проводится республиканский праздник русской культуры «Каравон», на который приезжают артисты и тысячи людей из Казани, а также со всей России.
В Лаишево находятся два каменных храма: собор Николая Чудотворца (1870, бывш. Софийский собор) и Софийский собор (1911, бывш. Троицкий собор), построенная в византийском стиле. Также около собора и церкви присутствуют звонницы.
Лаишево часто неофициально называют центром Державинского края в честь выдающегося русского поэта Г. Р. Державина, родившегося в селе Сокуры, несколько севернее Лаишево.
С 2003 г. одна из площадей в Лаишево называется Державинской, и на ней установлен памятник поэту. Также имя Державина носит районный краеведческий музей в Доме народного творчества в Лаишево, где поэту посвящена большая часть экспозиции. В Лаишево с 2000 г. ежегодно проводится пышный костюмированный праздник Державина и с 2002 г. — Державинские чтения с вручением республиканской литературной премии имени Державина.
Ежегодно с 2015 г. на прибрежных водах Камы в г. Лаишево проводится парусная регата «Камское море».

## Транспорт
Пригородный автобусный маршрут № 128 начал ходить из Казани в Лаишево в начале 1990-х; в конце 1990-х годов перенумерован в № 328. С 2008 года переведён в категорию межмуниципальных маршрутов. Из Казани до Лаишево можно добраться на маршрутном автобусе № 501.